# Toninho Cecílio
Toninho Cecílio, właśc. Antônio Jorge Cecílio Sobrinho (ur. 27 maja 1967 w Avaré) – brazylijski piłkarz, grający na pozycji obrońcy, trener piłkarski.

## Kariera piłkarska

### Kariera klubowa
W 1986 rozpoczął karierę piłkarską w SE Palmeiras. Potem występował w klubach Botafogo, Cruzeiro EC, Cerezo Osaka, Coritiba, São José, União São João, AA Portuguesa, Paulista i Santo André, gdzie zakończył karierę w 2001 roku.

### Kariera reprezentacyjna
W 1990 bronił barw reprezentacji Brazylii.

## Kariera trenerska
Karierę szkoleniowca rozpoczął w 2007 roku. Trenował kluby Guaratinguetá, Grêmio Prudente, Vitória, São Caetano, Americana, Avaí FC, Paraná Clube, Comercial, Criciúma i XV de Piracicaba.

## Sukcesy i odznaczenia

### Sukcesy piłkarskie
Palmeiras
- zdobywca Copa Euro-América: 1991

Cerezo Osaka
- mistrz Japonii: 1994